# 산구선
산구선(일본어: 参宮線)은 일본 미에현 다키군 다키정의 다키 역부터 도바시의 도바역에 이르는 도카이 여객철도의 철도 노선(지방 교통선)이다.

## 노선 정보
- 관할 (사업 종별) : 도카이 여객철도 (제 1 종 철도사업자)
- 노선 거리 (영업 거리) : 29.1 km
- 궤간 : 1067mm
- 역 수 : 11역(기·종점역 포함)
  - 산구선 소속 역으로 한정된 경우, 기점의 다키 역(기세이 본선 소속)이 제외되어, 10역이 된다.
- 복선 구간 : 없음 (전 노선 단선)
- 전선화 구간 : 없음 (전 노선 비 전선화)
- 폐색방식 : 특수 자동 폐색식
- 종합 지령소 : 도카이 종합 지령소

전 노선이 도카이 여객철도 미에 지점이 관할로 되어 있다.

## 역 목록
- 전 노선 미에현에 소재.

| 역 이름                 | 일본어 이름    | 로마자 역명      | 역간 거리 | 영업 거리 | 접속 노선                                                 | 소재지     | 소재지   |
| ----------------------- | -------------- | ---------------- | --------- | --------- | --------------------------------------------------------- | ---------- | -------- |
| 다키                    | 多気           | Taki             | -         | 0.0       | 도카이 여객철도 기세이 본선 (마쓰사카 방면으로 직통 있음) | 다키군     | 다키정   |
| 도키다                  | 外城田         | Tokida           | 3.3       | 3.3       |                                                           | 다키군     | 다키정   |
| 다마루                  | 田丸           | Tamaru           | 3.7       | 7.0       |                                                           | 와타라이군 | 다마키정 |
| 미야가와                | 宮川           | Miyagawa         | 4.0       | 11.0      |                                                           | 이세시     | 이세시   |
| 야마다카미구치          | 山田上口       | Ymada-kamiguchi  | 2.2       | 13.2      |                                                           | 이세시     | 이세시   |
| 이세시                  | 伊勢市         | Iseshi           | 1.8       | 15.0      | 긴키 닛폰 철도 야마다 선                                  | 이세시     | 이세시   |
| 이스즈가오카            | 五十鈴ヶ丘     | Isuzugaoka       | 2.9       | 17.9      |                                                           | 이세시     | 이세시   |
| 후타미노우라            | 二見浦         | Futaminoura      | 3.5       | 21.4      |                                                           | 이세시     | 이세시   |
| 마쓰시타                | 松下           | Matsushita       | 2.3       | 23.7      |                                                           | 이세시     | 이세시   |
| (임) 이케노우라시사이드 | 池のシーサイド | Ikenoura-seaside | 1.7       | 25.4      |                                                           | 이세시     | 이세시   |
| 도바                    | 鳥羽           | Toba             | 3.7       | 29.1      | 긴키 닛폰 철도 도바 선 · 시마 선                          | 도바시     | 도바시   |